# بیدستان (خوسف)
بیدستان یک روستا در ایران است که در دهستان جلگه ماژان واقع شده‌است. بیدستان ۳۵ نفر جمعیت دارد.